# Claudio Bizzarri
Claudio Bizzarri (Civitanova Marche, 1933. december 21. – Porto Sant’Elpidio, 2016. november 6.) olasz labdarúgó, csatár.

## Pályafutása
1951–52-ben a Portocivitanovese csapatában kezdte a labdarúgást. 1952 és 1954 között a Venezia, 1954 és 1958 között a Fiorentina, 1958 és 1963 között a Lazio labdarúgója volt. A firenzei csapattal egy olasz bajnoki címet nyert (1955–56) és tagja volt az 1956–57-es idényben BEK-döntős együttesnek. 1963–64-ben a Civitanovese, 1964–65-ben a Maceratese csapatában szerepelt.

## Sikerei, díjai
Fiorentina
- Olasz bajnokság (Serie A)
  - bajnok: 1955–56
- Bajnokcsapatok Európa-kupája (BEK)
  - döntős: 1956–57

 Lazio
- Olasz kupa (Coppa Italia)
  - győztes: 1958